# 拉姆·纳特·科温德
拉姆·納特·柯文德（英語：Ram Nath Kovind；1945年10月1日—）曾任印度總統，隸屬印度人民党。
柯文德於1991年加入印度人民黨。他於1994年至2006年擔任聯邦院議員。2015年至2017年期間擔任比哈尔邦邦長。柯文德被執政聯盟提名為總統候選人並在2017年總統選舉中當選。
在從政之前，柯文德曾擔任律師16年，並在德里高等法院和印度最高法院任職至1993年。

## 印度總統

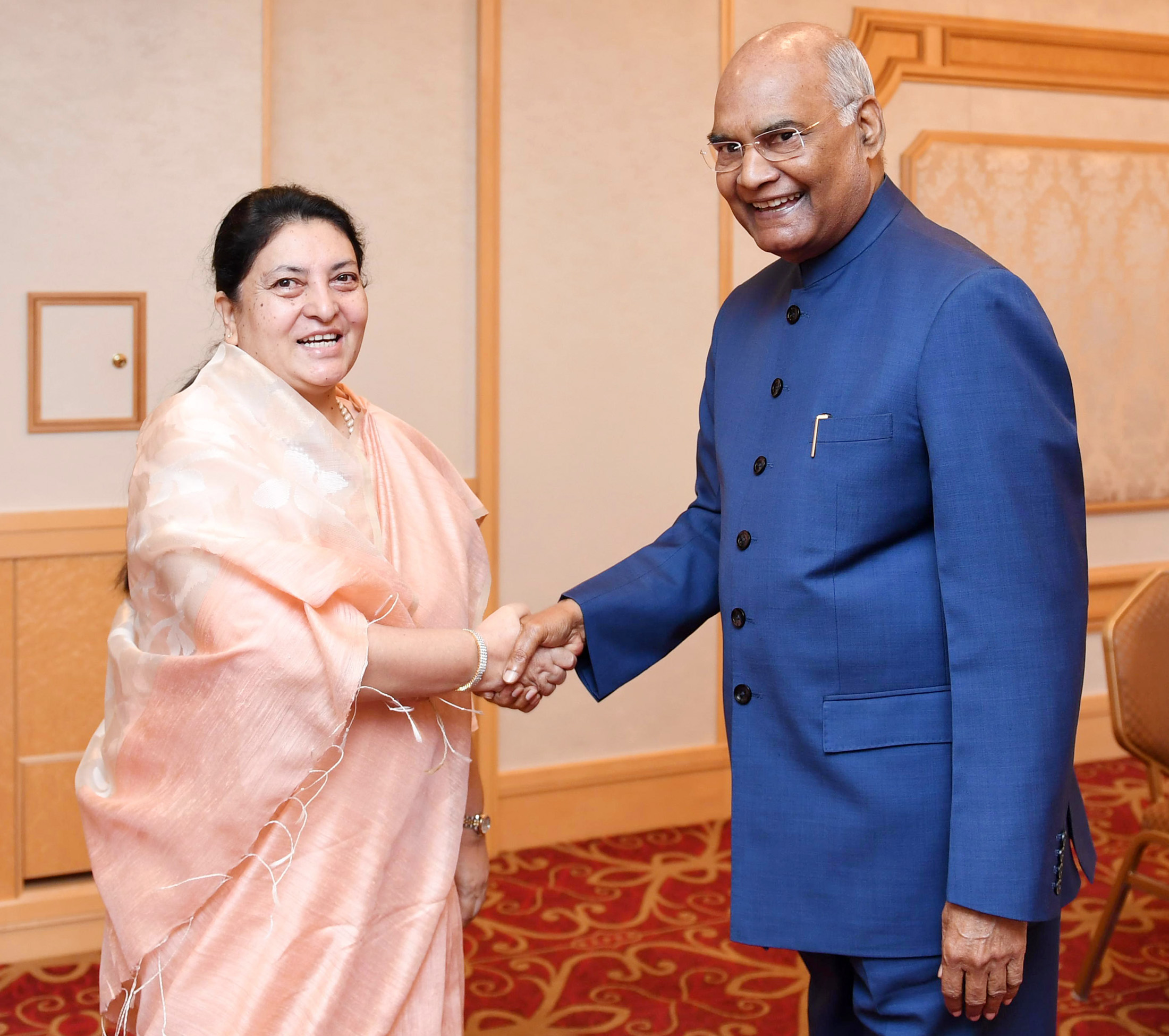
2019年10月22日考文德在东京与尼泊尔总统比迪娅·戴维·班达里会面

2017年6月19日，印度人民黨宣佈其領導的「全國民主聯盟」將提名柯文德為2017年印度總統選舉候選人。
2017年7月20日，柯文德當選印度總統，成為印度史上第二位贱民階級出身的總統（第一位是納瑞雅南）。

## 個人生活
柯文德於1974年結婚，有一子一女。